# Nototrichaspis
Nototrichaspis là một chi bọ cánh cứng trong họ Chrysomelidae.
Chi này được miêu tả khoa học năm 1949 bởi Hincks.

## Các loài
Các loài trong chi này gồm:
- Nototrichaspis annulicornis (Weise, 1923)
- Nototrichaspis mjoebergi (Weise, 1923)